# Томазий, Якоб
Якоб Томазий (нем. Jakob Thomasius, 1622—1684) — немецкий гуманист, профессор философии и ректор Лейпцигского университета, ректор школы св. Николая и школы св. Фомы в Лейпциге. Отец Христиана Томазия.

## Биография
Якоб Томазий родился 27 августа 1622 года в семье лейпцигского юриста из Франконии Михаэля Томазия (Michael Thomae); юрист и дипломат Иоганн Томазий (1624—1679) был его младшим братом. Получив сперва домашнее образование, в 1638—1640 годах он обучался в Gymnasium Rutheneum в Гере, после чего изучал философию, филологию и математику в университетах Лейпцига и Виттенберга. Получив в 1642 году в Лейпциге степень бакалавра и в 1643 году — степень магистра философии, он начал читать лекции по философии и филологии, активно участвуя в научных диспутах в университете и время от времени читая проповеди в университетской церкви. В 1646 году он получил пост асессора на философском факультете.
С 1648 года Якоб Томазий преподавал в престижной городской школе св. Николая, занимая сначала пост терция и с 1650 по 1653 годы — конректора школы. В этот период, в 1651 году он издал книгу итальянского гуманиста Орацио Торселлини (лат. De Latinae linguae particulis), приспособив её для учеников школы.
С 1653 года Томазий полностью посвящает себя университетской карьере, после смерти Фридриха Лейбнюца заняв кафедру моральной философии в Лейпцигском университете; с 1656 года он был профессором диалектики и с 1659 года (вплоть до своей смерти) — профессором риторики. В своих лекциях он опирался, прежде всего, на идейное наследие Аристотеля и уже в своей вводной лекции в апреле 1653 года объявил о желании вернуть ему его былое значение. К известнейшим ученикам Томазия в этот период можно отнести Готфрида Вильгельма Лейбница, его сына Христиана Томазия и Отто Менке — одного из наиболее активных деятелей раннего Просвещения в Лейпциге и основателя журнала «Acta eruditorum». Якоб Томазий пять раз возглавлял философский факультет и в 1669 году занимал должность ректора университета, опубликовав в то же самое время целых ряд программных сочинений. Одной из важнейших заслуг его состоит в первой попытке исторического очерка проблемы универсалий (лекция 1658 года, обубликована в 1683 году в Orationes…).
В 1670 году Томазию был доверен пост ректора школы св. Николая: здесь ему удалось провести реформу обучения, введя, среди прочего, обязательное чтение текстов Нового завета на греческом языке; изучение ряда римских авторов при этом было ограничено: так, тексты Цицерона и Вергилия он считал слишком сложными для своих учеников и, кроме того, ставил под сомнение значимость Вергилия и Теренция с моральной точки зрения. По всей видимости, идеи Томазия нашли отклик у членов городского совета, поскольку уже в 1676 году он возглавил и вторую городскую гимназию — школу св. Фомы, также ограничив чтение античных классиков и взамен предложив библейские драмы нидерландского педагога Корнелиуса Схоона (лат. Cornelius Schonaeus, 1540—1611).

## Избранные сочинения
- Breviarium Ethicorum Aristotelis ad Nicomachum, Leipzig 1658.
- Philosophia practica continuis tabulis comprehensa, Leipzig 1661.
- Schediasma historicum, quo occasione definitionis, qua philosophia dicitur γνώσις τών δντων, varia discutiuntur ad historiam tum philosophicam tum ecclesiasticam pertinentia, Leipzig 1665. (Второе издание 1699 года было озаглавлено как Origines historiae philosophicae et ecclesiasticae)
- Erotemata Rhetorica pro incipientibus. Accessit pro adultis consilium de locis communibus eloquentiae studioso comparandis, Leipzig 1670.
- Specimen tabularum novarum in Hugonis Grotii de iure belli et pacis libros, Leipzig 1670.
- Orationes, partim ex umbone templi academici, partim ex auditorii philosophici recitatae, argumenti varii, Leipzig 1683.

- Собрание сочинений (на нем. яз.): Gesammelte Schriften (7 Banden), Herausgegeben von Walter Sparn. — Hildesheim, Georg Olms, 2003—2009, (Leipzig 1676—1693, reprint).
- Современное издание переписки Томазия с Лейбницем: Leibnitz-Thomasius. Correspondance 1663—1672, ed. Richard Bodéüs. — Paris, Librairie philosophique J. Vrin, 1993. — ISBN 978-2-7116-1145-4

## Семья
С 1653 года Якоб Томазиус был женат на Марии Вебер, дочери Иеремии Вебера — архидиакона церкви св. Николая и экстраординарного профессора университета. Их детьми были знаменитый философ и юрист Христиан Томазий (1655—1728), доктор медицины и медик в Нюрнберге Готфрид Томазий (род. 1660) и Иоганна (род. 1663) — позднее жена профессора поэзии и директора университетской библиотеки в Лейпциге Иоахима Феллера (1638—1691). Поскольку Мария Вебер умерла несколько дней спустя после родов дочери, в 1664 году Якоб Томазиус заключил повторный брак с вдовой ректора школы св. Николая Марией Элизабет Хорншух, урождённой Айххорн, что принесло ему ещё шесть дочерей и одного сына; среди них достойна упоминания Мария Элизабет (род. 1665) — жена лейпцигского профессора теологии Адама Рехенберга (1642—1721).